# Offinso District
Der Offinso District ist einer von 138 Distrikten in Ghana. Er ist im Zentrum Ghanas in der Ashanti Region gelegen und dort einer von 21 regionalen Distrikten. 
Der Offinso District grenzt an die Distrikte Atwima Nwabiagya, Ahafo Ano South, Afigya Sekyere und Ejura/Sekyedumase. Der Offinso District liegt an der westlichen Grenze der Ashanti Region und grenzt damit an die Distrikte Tano North, Tano South, Sunyani Municipal, Techiman Municipal, Wenchi und Nkoranza in der Brong-Ahafo Region.
Chief Exekutive über den 1.451 km² großen Distrikt mit ca. 138.190 Einwohnern ist Collins Ntim mit dem Sitz in der Distrikthauptstadt Offinso New Town.

## Geographie
Der gesamte Distrikt liegt auf einer Höhe zwischen 200 m und 300 m über dem Meeresspiegel. Während der zwei Regenphasen im Jahr fällt ein Jährlicher Niederschlag von 1700 mm im Süden und 1500 mm im Norden. 
Vorwiegend besteht die Vegetation im Distrikt aus Halbimmergrünem Feuchtwald, in dem auch für den Export begehrte Harthölzer wie Odum-Baum, Wawa, Cedar und ähnliche wachsen. Insgesamt 704,94 km² des Distriktes sind in der Forstwirtschaft eingebunden. Bisher wurden in  Afram, Afrensu-Borohoma, Asubina, Mankrug, Asufu West, Asufu East, Kwamisa und Opro River Forest Reserves bereits 8 Waldschutzgebiete eingerichtet.

## Bevölkerung
Die Bevölkerung im Distrikt bestand 1960 aus 43.972 Menschen, bereits 1970 hatte der Distrikt 56.319 Einwohner, 1984 bereits 104.815. Bei der Volkszählung des Jahres 2000 wurden im Distrikt 138.190 Menschen gezählt. Insgesamt ist daher ein durchschnittliches Bevölkerungswachstum von 5 Prozent in der Zeit zwischen 1984 und 2000 zu verzeichnen, womit der Distrikt weit über dem regionalen Durchschnitt von 3,4 Prozent Bevölkerungswachstum liegt. Über 80 Prozent der Bevölkerung gehören dem Volk der Aschanti an.
Von den 126 Siedlungen haben lediglich fünf eine Einwohnerzahl über 5.000 vorzuweisen. Die Stadt hat New Offinso 36.190 Einwohner, Akomadan 14.018 Einwohner, Abofour 11.177 Einwohner, Nkenkaasu 10.014 Einwohner und Afrancho 7.727. Alle diese städtischen Siedlungen haben aufgrund von Migrationsbewegungen eine hohe Bevölkerungswachstumsrate. 
Ein durchschnittlicher Haushalt besteht auf 5,5 Personen, unter denen 37,3 Prozent Kinder sind. Unter der Bevölkerung sind 68 Prozent Christen, 15,9 Prozent Muslim, 8,5 Prozent Anhänger traditioneller Religionen und 6,3 Prozent gehören anderen oder keiner Religion an.
Die Gesamtbevölkerung verteilt sich zu 57,8 Prozent auf städtische Siedlungen und zu 43,8 Prozent auf ländliche Siedlungen. Der nationale Vergleichswert für städtische Siedlungen liegt bei 56,2 Prozent. 
Im Jahr 2000 waren von der Gesamtbevölkerung 46,6 Prozent unter fünfzehn Jahren, 47 Prozent waren im arbeitsfähigen Alter zwischen 15 und 64 Jahren und 6,4 Prozent waren älter als 64 Jahre. 
Mit dem Offinsohene hat ein Oberhäuptling (Paramount Chief) seinen traditionellen Herrschersitz im Distrikt.

## Politik
Die Distriktversammlung des Offinso Distriktes ist das höchste Verwaltung- und politisches Organ. Mit dem Gesetz zur lokalen Verwaltung von 1993 (Local Government Act, 1993 (Act 462)) wurde der Distriktversammlung weitgehende lokale Verantwortung übertragen. 
Das höchste Amt im Distrikt hat der Chief Executive als Leiter der Verwaltung und höchstes politisches Amt inne. Die Distriktversammlung besteht aus 71 Mitglieder, von denen 48 gewählt und weitere 21 von der Regierung ernannt sind und zwei Mitglieder des Parlamentes aus den beiden Wahlkreisen kommen. Die Distriktversammlung hat zur Bewältigung der vielseitigen Aufgaben Fachkomitees in den Bereichen Finanzen und Verwaltung (Finance and Administration), Arbeit (Works), Soziales (Social Services), Entwicklungsplanung (Development Planning), Justiz und Sicherheit (Justice and Security), Umwelt (Environmental), Handel und Investitionen (Trade and Investment), Landwirtschaft (Agriculture) sowie Angelegenheiten der Frauen (Women Affairs).
Im Distrikt sind weitere Ratsstrukturen entstanden. In 5 Stadträten (Offinso, Akomadan, Nkenkaasu Abofour und Afrancho) und 4 Landräten (Samproso, Bonsua, Asuoso und Nsenoa) wird die Distriktverwaltung unterstützt. Diese neun Räte sind wiederum in 118 Gemeinden unterteilt. Lediglich der Rat in Nsenoa hat keine eigenen Büros eingerichtet, alle Räte haben nicht genügend Personal, um die Aufgaben zu bewältigen.
Sechs Polizeistationen in den fünf Städten Offinso, Afrancho, Abofour, Akomadan und Nkenkaasu sind mit der Sicherheit des Distriktes betraut.

## Wirtschaft
Die Wirtschaft im Distrikt wird dominiert durch die Landwirtschaft, jedoch sind eine Vielzahl der Beschäftigten auch im Dienstleistungssektor und in der Industrie tätig.
Über 70 Prozent der Beschäftigten sind in der Landwirtschaft beschäftigt. Auf einer Fläche von 24.000 ha werden jährlich Lebensmittel angebaut, 23.500 ha liegen jährlich brach. Hauptsächlich werden Kassava, Mais, Reis, Kochbananen, Palmöl, Kakao, Cashew und Gemüse angebaut. 

## Infrastruktur
Die Distrikthauptstadt Offinsio New Town liegt an einer national wichtigen Verkehrsstrecke zwischen Kumasi und Techiman. Eine Vielzahl von Nebenstraßen erschließt den Distrikt.
Bisher verfügen 45 Prozent der Gemeinden über Elektrizität durch einen Anschluss an das nationale Leitungsnetz. Sechs Polizeistationen und ein Polizeihauptquartier sind im Distrikt gelegen. 

## Gesundheit
Im Jahr 2005 wurden 16.391 Menschen von einem Arzt betreut, 1.707 Menschen entfielen auf einen Krankenpfleger. Die Kindersterblichkeit liegt bei 4,6 Prozent, die Müttersterblichkeit bei 0,0002 Prozent.
Unter den Kindern unter 5 Jahren und Schwangeren ist eine Malaria-Infektion die Haupttodesursache. Insgesamt sind von allen registrierten Krankheitsfällen 58 Prozent auf Malaria zurückzuführen.

## Bildung
Im Distrikt wurden bisher 44 Kindergärten, 95 Grundschulen, 48 Junior Secondary Schools (JSS) und vier Senior Secondary Schools eröffnet. In den Kindergärten entfallen auf einen Erzieher 19 Kinder, in den Grundschulen sind durchschnittlich 28 Kinder in einer Klasse und in der JSS betreut ein Lehrer durchschnittlich 16 Jugendliche. In Offinso besteht eine Ausbildungseinrichtung für Lehrer (Teacher Training College). 
Von allen Kindergärten sind 52 öffentliche Einrichtungen und 44 privat organisiert. Bei den Grundschulen sind 94 öffentliche Schulen und 42 Privatschulen. Von allen JSS sind 52 öffentliche Schulen und 15 privat Einrichtungen. Die höhere Schulbildung im Distrikt stellen die Schule Dwamena Akenten in Offinso, die Namong Sec-Tech, das St. Jerome in Abofour und die Akomadan Secondary School sicher.

## Wahlkreise
Im Distrikt Offinso wurden zwei Wahlkreise Offinso South und Offinso North eingerichtet. Im Wahlkreis Offinso South errang Sarfoh Kwabena für die New Patriotic Party (NPP) bei den Parlamentswahlen 2004 den Sitz im ghanaischen Parlament. Für den Wahlkreis Offinso North wurde Kofi Konadu Apraku von der NPP gewählt. 

## Wichtige Ortschaften
| - Offinso - Abofour - Nkenikaasu - Afrancho - Kokote - Namong - Aboasu | - Amoaw - Offinso Old Town - Kobreso - Maase - Darso - Dome - Mpehi | - Koforidua - Sampronso - Oboase - Asuosu - Anyinasuso |